# András Szente
András Szente (ur. 10 grudnia 1939 w Budapeszcie, zm. 14 września 2012) – węgierski kajakarz. Dwukrotny medalista olimpijski z Rzymu.
Brał udział w dwóch igrzyskach (IO 60, IO 64). W 1960 zajął drugie miejsce w sztafecie kajakarzy (drużynę węgierską tworzyli ponadto Imre Kemecsey, György Mészáros i Imre Szöllősi) oraz w K-2 na dystansie 1000 metrów (wspólnie z Mészárosem). Również dwukrotnie był medalistą mistrzostw świata – srebrnym w K-4 na dystansie 1000 metrów w 1958 oraz w 1966 w kajakowej sztafecie. Zdobywał medale mistrzostw Europy na różnych dystansach.